# Адемар Жан-Клод Барре де Сен-Венан
Адемар Жан-Клод Барре де Сен-Венан (фр. Adhémar J ean-Claude Barré de Saint-Venant, нар. 23 серпня 1797, Вільє-ан-Б'єр — пом.січень 1886, Сент-Уан) — французький механік і математик, член Французької АН (1868), зробив великий внесок у розвиток теорії пружності (ввів так званий напівзворотний метод розв'язання задач в теорії пружності)  і побудував загальну теорію кручення і згину призматичних стержнів (1855), записав рівняння для нестаціонарного одновимірного руху рідини, відомі як рівняння Сен-Венана, одні з фундаментальних у сучасній гідравліці. Також його іменем названий принцип пом'якшення граничних умов принцип Сен-Венана, теорема Сен-Венана і умова сумісності Сен-Венана. Його іменем назване число Сен-Венана-Ілюшина.

## Життєпис
Адемар Барре де Сен-Венан народився 6 фрюктідора (23 серпня) 1797 року в замку Фортуазо поблизу Мелена (департамент Сена і Марна, Франція). Його математичні дарування були помічені дуже рано, і він отримав добру підготовку від свого батька, відомого фахівця із сільськогосподарської економіки. Після закінчення ліцею в Брюгге 1813 року вступив до Політехнічної школи в Парижі. У зв'язку з військовими діями 1814 року був мобілізований на оборону Парижа, але через свої політичні переконання відмовився брати участь у бойових діях у війську Наполеона проти російської армії. Відрахований з Політехнічної школи 13 квітня 1816 через пропуск іспитів 1815 року за сімейними обставинами та неявку на перескладання. Протягом восьми років після цього інциденту Сен-Венан працював учнем інженера у пороховому виробництві. 1823 року уряд дозволив йому поступити без іспиту в Школу мостів і доріг, куди його було зараховано 15 березня того ж року.
Після закінчення (1825) Школи мостів і доріг Сен-Венан працював деякий час на будівництві каналу Ніверне (фр. Canal du Nivernais) (1825–1830), а потім на каналі в Арденах. Свій вільний час він присвячував теоретичним заняттям і 1834 року представив в Академію наук дві роботи, в одній з яких обговорювалися деякі теореми теоретичної механіки, інша ж розвивала питання гідродинаміки. Ці роботи принесли йому популярність у французькому ученому світі і в 1837/38 навчальному році на час хвороби професора Коріоліса його запросили для читання лекцій з опору матеріалів у Школі мостів і доріг. Ці лекції представляють тепер великий історичний інтерес, оскільки в них згадується про деякі задачі, що послужили авторові згодом темами наукових досліджень.
У ту епоху найсерйознішою книгою з опору матеріалів були лекції Нав'є «Resume des leçons». Але хоча сам Нав'є вивів основні рівняння теорії пружності, він не використовував їх у своєму курсі, а викладав теорію розтягування, стискування, згину і кручення призматичних стержнів, допускаючи, що поперечні перерізи залишаються плоскими в процесі деформування. Сен-Венан перший спробував довести до студентів новітні відкриття теорії пружності. У вступі до свого курсу він обговорює гіпотези, що стосуються молекулярної будови твердих тіл і сил міжмолекулярної взаємодії. Користуючись цією гіпотезою, він вводить поняття напруження. Він веде мову про дотичне напруження і деформацію зсуву і показує, що розтягування в одному напрямі у поєднанні з рівним йому стискуванням в перпендикулярному напрямі еквівалентне чистому зсуву. Звертаючись до згину балки, Сен-Венан зосереджує увагу на дотичних напруженнях; не маючи даних про те, як вони розподілені по поперечному перерізу, він приймає гіпотезу рівномірного їх розподілу. Поєднуючи це дотичне напруження з напруженням розтягування-стиску у поздовжніх волокнах балки, він обчислює головне напруження. Обговорюючи проблему вибору безпечних розмірів балки, він вважає, що критерієм для призначення допустимих напружень слід приймати найбільшу деформацію.
1843 року він подав в Академію наук свою працю про згин кривих брусів, а 1847 року з'явився його перший трактат про кручення. Проте в закінченій формі його ідеї про розв'язання задач кручення і згину отримали втілення пізніше, в двох знаменитих працях, опублікованих в 1855 і 1856 роках. Незабаром Сен-Венан зацікавився гідравлікою та її застосуванням в сільському господарстві. Він опублікував декілька робіт з цього питання, за що був нагороджений золотою медаллю Французького агротехнічного товариства. 1848 року він перейшов на посаду професора інженерії сільського господарства в Агрономічний інститут у Версалі. Два роки (1850–1852) він там читав лекції з механіки і продовжував одночасно свої дослідження з теорії пружності.
1852 року Сен-Венан узяв відставку із ступенем головного інженера (Ingénieur en chef). У 1868 року його обрали в члени Французької академії наук на місце Понселе.
До теми пластичності його увага була привернута експериментальними дослідженнями Треска (Tresca) з пластичної течії металів під великим тиском. У той час це було абсолютно новим полем дослідження, і Сен-Венан перший сформулював основні рівняння теорії пластичності і користувався ними у розв'язанні деяких практичних завдань, заклавши цим основи теорії пластичності ідеально пластичного тіла.
Важливість і різноманітність цих праць, можна оцінити хоч би вже по тому, що в книзі Тодгентера і Пірсона «Історія теорії пружності» («A history of the theory of elasticity»), що складається з двох томів (т. I, 1886, т. II, 1893), короткий виклад робіт Сен-Венана займає понад 300 сторінок. Окрім цього, він видав лекції Нав'є «Resume des Leçons» (1864) зі своїми примітками і доповненнями, що займають значну частину цієї книги (850 стор.). Сен-Венан переклав (1883) французькою мовою книгу Клебша (Clebsch) «Теорія пружності твердих тіл» («Theorie de 1'elasticite des corps solides»), збагативши її своїми доповненнями, від чого вона у обсязі зросла втричі. Суттєвими і важливим є також його роботи з гідравліки та гідродинаміки (витікання газів з отворів і рух рідин у відкритих руслах), про поширення хвиль при зіткненні пружних стержнів, про тертя у рідинах та ін.
Сен-Венан не відривався від наукової праці до останніх днів свого життя. 2 січня 1886 року в «Працях Академії» («Comptes rendus») з'явилася його остання стаття. 6 січня 1886 року великий учений помер. Президент Французької академії наук, повідомляючи про смерть вченого, прирівняв його заслуги до заслуг Ньютона та Паскаля.

## Публікації
- Résistance des fluides : considérations historiques, physiques et pratiques relatives au problème de l'action dynamique mutuelle d'un fluide et d'un solide, spécialement dans l'état de permanence supposé acquis par leurs mouvements, dans Mémoires de l'Académie des sciences de l'Institut de France, Gauthier-Villars, Paris, 1888, tome 44, P. (читати) [Архівовано 5 вересня 2017 у Wayback Machine.]
- Mémoire sur la perte de force vive d'un fluide aux endroits où sa section d'écoulement augmente brusquement ou rapidement, dans Mémoires de l'Académie des sciences de l'Institut de France, Gauthier-Villars, Paris, 1888, tome 44, P. (читати) [Архівовано 5 вересня 2017 у Wayback Machine.]
- Mémoire sur la prise en considération de la force centrifuge dans le calcul du mouvement des eaux courantes et sur la distinction des torrents et des rivières, dans Mémoires de l'Académie des sciences de l'Institut de France, Gauthier-Villars, Paris, 1888, tome 44, P., errata et additions P. (читати) [Архівовано 5 вересня 2017 у Wayback Machine.]